# Тофаларский национальный район
Тофала́рский национа́льный райо́н — национальный район в составе Иркутской области с 1939 по 1950 год. Площадь района составляла 29 тыс. км². Административным центром была культбаза Алыгджер.
В 1930 году на территории, населённой тофаларами, был образован туземный совет, в 1937 году преобразованный в национальный совет. А в 1939 году был образован Тофаларский район. Первоначально имел статус туземного района, то есть по статусу был ниже обычного района.
По данным на 1 октября 1939 года в Тофаларском районе был 1 сельсовет. По данным 1940 года Тофаларский район делился на 3 сельсовета: Манкресский, Покровский и Тофаларский; по данным 1945 года на Больше-Гутарский, Покровский и Тофаларский сельсоветы.
Население туземного совета на 1 января 1931 года составляло 416 человек, а по данным переписи населения 1939 года — 3965 чел., из которых 79,4 % составляли русские, 9,6 % — народы Севера, 3,7 % — корейцы, 2,4 % — украинцы, 1,1 % — татары.
В 1950 году район был упразднён, а его территория вошла в состав Тофаларского и Верхнегутарского сельсоветов Нижнеудинского района.